# Hussein Saddik
Hussein Saddik (ur. 5 kwietnia 1939 w Aleksandrii, zm. 2016) – egipski bokser.
Reprezentował Egipt na Letnich Igrzyskach Olimpijskich w 1964 roku, zajmując 9. miejsce.